# Golem, l'esprit de l'exil
Pour plus de détails, voir Fiche technique et Distribution.
Golem, l'esprit de l'exil (en hébreu גולם: נדודים), est un film dramatique  réalisé par Amos Gitaï, sorti en 1992.

## Synopsis
C'est le deuxième volet d'une trilogie sur le golem, personnage mythique des légendes juives.

## Fiche technique
- Titre : Golem, l'esprit de l'exil
- Réalisation : Amos Gitaï
- Scénario : Amos Gitaï et Stephan Levine
- Image : Henri Alekan
- Pays de production :  France -  Italie -  Allemagne -  Pays-Bas -  Royaume-Uni
- Langues originales : français, hébreu, anglais
- Format : Couleurs - 1,66:1 - Stéréo - 35 mm
- Genre : Drame
- Durée : 105 minutes
- Date de sortie : 1992

## Distribution
- Hanna Schygulla : l'Esprit de l'Exil
- Vittorio Mezzogiorno : le Maharal
- Ophrah Shemesh : Naomi
- Samuel Fuller : Elimelek
- Mireille Perrier : Ruth
- Sotigui Kouyaté : Boaz
- Fabienne Babe : Orpa
- Antonio Carallo : Kylion
- Bernard Lévy : Malhon
- Bakary Sangaré : le premier marin
- Alain Maratrat : le deuxième marin
- Marceline Loridan Ivens : la Mère d'Opra
- Bernardo Bertolucci : le maître de la cour
- Philippe Garrel : le fiancé d'Opra
- Bernard Eisenschitz : Daniel